# Basma al-Sharif
Basma al-Sharif née au Koweit en 1983 est une artiste et cinéaste palestinienne. Elle vit à Berlin. Elle aborde l'histoire de la Palestine vue de l'exil, des diasporas, de l'extérieur.

## Biographie
Basma al-Sharif née de parents palestiniens, grandit en France et aux États-Unis. En 2007, elle obtient un Master of Arts à l’Université de l’Illinois à Chicago. Elle se base à Berlin et voyage avec un passeport américain. Elle illustre l'expérience humaine face aux conflits politiques.
Elle présente ses films dans des installations, associant photographies, images d'archives, textes, dessins, collages et meubles.
En 2014, pour sa première exposition, elle confronte la représentation d'une réalité (écrire un mail) et son expérience physique (attendre un permis pour rejoindre ses proches en Israël).
Pour Les Barbares, elle diffuse le récit d'un voyage en train qui se déroule du Liban à l'Égypte en passant par la Palestine sur une ligne construite à l'époque coloniale qu'elle confronte à des images d'archives.
En 2017, elle réalise Ouroboros. Le film tourné en 16 mm, montre la construction et destruction de Gaza qui se répète de façon infinie.

## Expositions
- Doppelgänging, galerie Imane Farès, Paris, 2014
- The Gap Between Us, The Mosaics Room, Londres, 2018[7]
- a Philistine, galerie Imane Farès, Paris, 2023
- Les barbares, Le Fresnoy, 2023

- The Place Where I was Condemned to Live, Amsterdam, 2024
- Semi-Nomadic Debt-Ridden Bedouins, galerie Imane Farès, Paris, 2025

## Distinctions
- Prix Marion McMahon, We began by measuring distance, Images Festival, Toronto, 2012
- Mention honorable, Media City Film Festival for Home Movies Gaza, Windsor, 2013

- Premier prix, pour Deep Sleep, VIDEOEX, Festival du film expérimental, Zurich, 2014[8]